# الن لارد

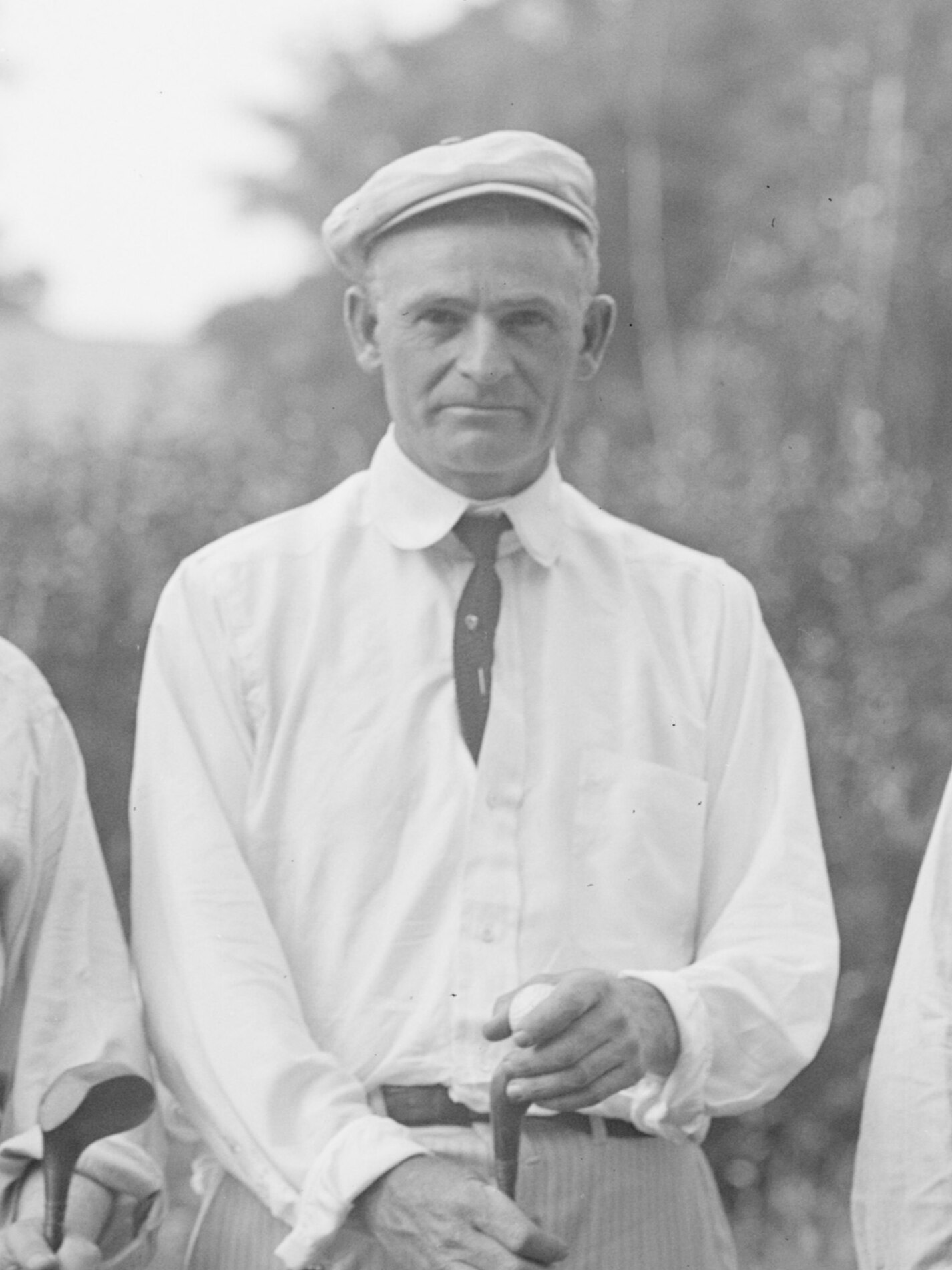
الن لارد - ۱۹۰۹

الن لارد (انگلیسی: Allan Lard; ۶ اوت ۱۸۶۶ – ۲۲ ژانویهٔ ۱۹۴۶) گلف‌باز اهل ایالات متحده آمریکا بود.